# 氣旋貢貝
強烈熱帶氣旋貢貝（英語：Intense Tropical Cyclone Gombe），是2021－2022年西南印度洋熱帶氣旋季中第8個獲命名的風暴、第4個達到熱帶氣旋等級和第4個達到強烈熱帶氣旋等級的熱帶氣旋。貢貝在獲命名後不久便登陸馬達加斯加，但出海後隨即爆發性增強，並以頂峰強度侵襲莫三比克。

## 發展過程
3月6日，留尼旺氣象部把集結在南緯16度，東經56度的熱帶擾動97S評為不穩定天氣區，給予編號09。
3月7日晚間8時，留尼旺氣象部將其升格為熱帶性低氣壓。
3月8日凌晨3時，留尼旺氣象部將其升格為中度熱帶風暴，並由馬達加斯加氣象局命名貢貝（Gombe）。上午6時，聯合颱風警報中心將其升格為熱帶風暴，給予熱帶氣旋編號19S。上午8時，貢貝登陸馬達加斯加，留尼旺氣象部判定其已轉變為陸上低壓。上午9時，聯合颱風警報中心將其降格為熱帶性低氣壓。
3月9日上午8時，留尼旺氣象部再度將其升格為熱帶性低氣壓。上午9時，聯合颱風警報中心將其再度升格為熱帶風暴。下午2時，留尼旺氣象部將其再度升格為中度熱帶風暴。晚間8時，留尼旺氣象部將其升格為強烈熱帶風暴。下午2時，留尼旺氣象部將其升格為熱帶氣旋。下午3時，聯合颱風警報中心將其升格為一級熱帶氣旋。
貢貝在登陸之前受惠於偏高海水表面溫度﹑微弱垂直風切以及良好輻散，因此在短時間內迅速增強，3月11日上午8時，留尼旺氣象部將其升格為強烈熱帶氣旋。上午9時，聯合颱風警報中心將其升格為三級熱帶氣旋。下午2時，貢貝登陸莫三比克，受地形摩擦影響，貢貝強度急速下滑。留尼旺氣象部判定其已轉變為陸上低壓。下午3時，聯合颱風警報中心將其直接降格為一級熱帶氣旋。晚間6時，聯合颱風警報中心將其降格為熱帶風暴。，並發布最終警告。
3月17日上午8時，留尼旺氣象部三度將其升格為熱帶性低氣壓。同時，聯合颱風警報中心將其再度升格為熱帶性低氣壓。

## 影響

貢貝於3月11日在莫桑比克楠普拉省登陸

### 莫三比克
在楠普拉省，強風吹倒樹木，並掀翻各種公共建築的屋頂。電力和流動電話服務中斷，令影響地區的通信變得困難。在讚比西亞省，貢貝造成大約3,180公頃的土地被洪水淹沒。
貢貝共造成45,079間房屋被摧毀，兩座橋樑倒塌。該國301所學校的691間教室遭到破壞，超過75,607名學生和1,221名教師受到影響。楠普拉其中20個區約300,000個家庭發生停電。在莫桑比克島，風暴共造成6人死亡。部分道路被風暴完全摧毀。大約7,000人和5,500所房屋受貢貝影響 ，並有100間教室遭受破壞，影響其中13,000名學生，淹沒2,800公頃的農作物。克利馬內24小時內降雨量為8.59英寸（218.3 毫米）。
初步數據表明，為風暴災後建立的約1,600個臨時庇護中心遭到破壞，其中大部分需要維修。貢貝造成23,994人流離失所，2,741根電線桿和707公里（440 英里）的道路遭受嚴重破壞。據報導，至少有53人（其中31人在倫加行政港口）死亡和82人受傷，其中一人是楠普拉的一名居民，其因電纜掉落而觸電身亡。

### 其他地區
據報導，在馬拉維至少有7人死亡 。曼戈切的一名 28 歲男子被洪水沖走 。風暴在至少10個地區造成嚴重破壞，主要為該國南部地區。姆蘭傑的一個警察局、一個移民辦公室和其他建築物被洪水淹沒，其他地區的道路被破壞，阻礙通訊和救援工作。
在馬達加斯加，至少有兩人死亡，一人失踪。

## 外部連結
- 聯合颱風警報中心 (JTWC)（页面存档备份，存于）
- Météo-France La Réunion 法國氣象局 (RSMC La Réunion)（页面存档备份，存于）
- 世界氣象組織（页面存档备份，存于）